# 杜恩森县

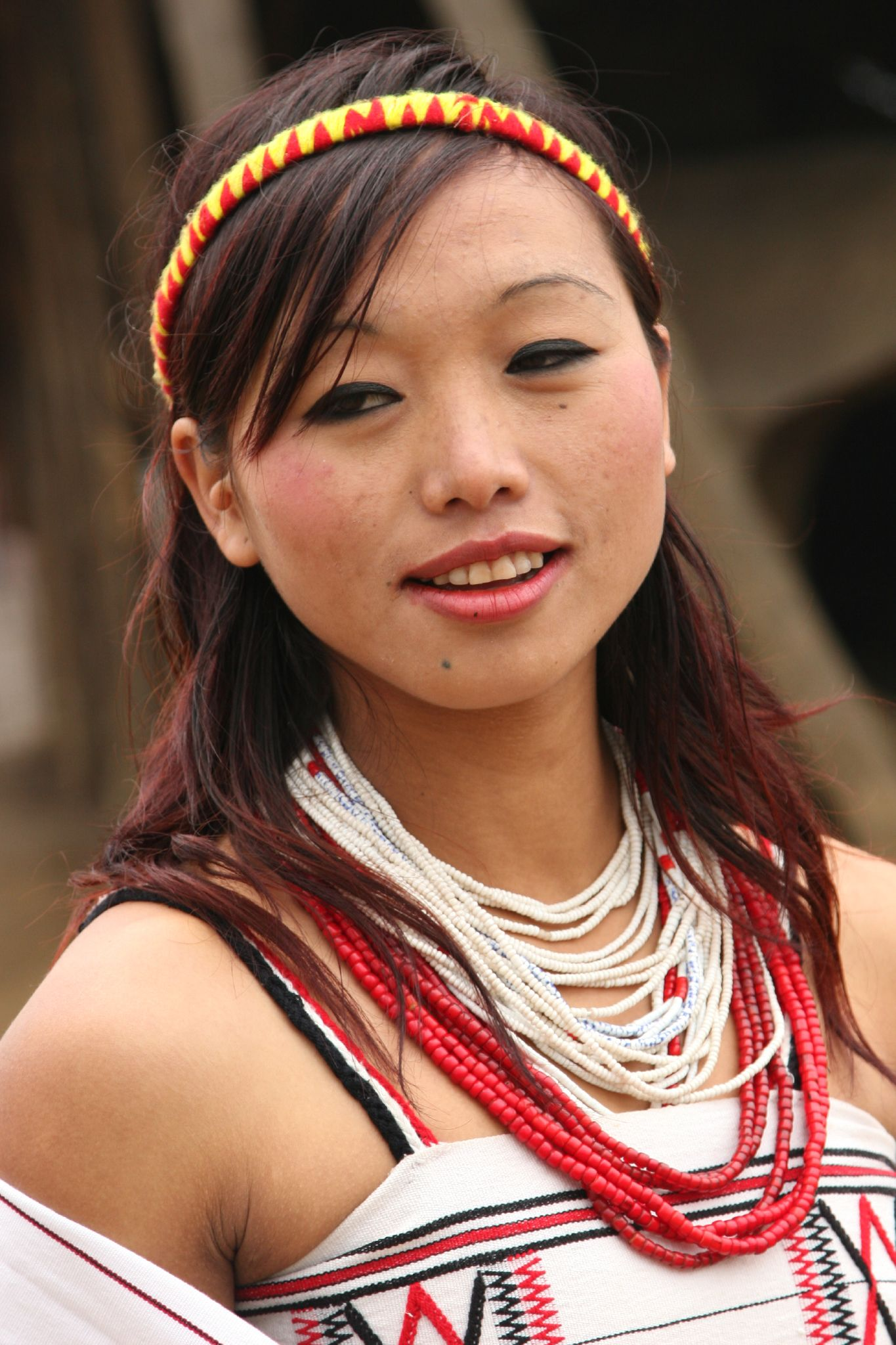

杜恩森县（Tuensang district）是印度那加兰邦的一個縣，位於該國東北部，面積4,228平方公里，最高點海拔高度3,840米，2011年人口196,596，密度每平方公里47人。

## 外部連結
- Official government site（页面存档备份，存于）